# Petabyte
En petabyte er 1015 byte = 1 000 000 000 000 000  byte. Forkortes PB.
Peta-præfikset betyder 1015, men har i computermæssig sammenhæng betydet 250. Pebi er et nyt præfiks, som betyder 250. IEC anbefaler at bruge betegnelse pebibyte, når der beskrives datamængder, som er et multiplum af 250 byte.

## Petabyte eksempler
- 2 PB: Alle amerikanske forskningsbiblioteker.
- 2 PB: Størrelsen på Internet Archive (2006).[1]
- 10 PB: Københavns Universitets storage (2015).[2]
- 70 PB: Størrelsen på Internet Archive (2021).
- 30 PB: Den samlede mængde data der bliver genereret årligt af CERNs Large Hadron Collider.[3]
- 150 PB: Størrelsen på den mængde data Microsoft flyttede fra deres nu lukkede Hotmail tjeneste til deres nye Outlook tjeneste.[4]
- 200 PB: Alt udskrevet materiale i verden.
- 627 PB: Ifølge Arnaud DeBorchgrave fra The Washington Times (29. juli 2007), den samlede mænge data der dagligt bliver flyttet rundt på internettet.
- 900 PB: den projekterede (2011) størrelse på databasen der skal indeholde de samlede finske lægerelaterede informationer.[5]
- 1 PB: Er det samme som 1 000 terabytes.

## Fodnoter
1. ↑  Internet Archive FAQ
2. ↑  "Københavns Universitet IT (KIT) film 2015". Arkiveret fra originalen 29. januar 2016. Hentet 13. oktober 2015.
3. ↑  Computing | CERN
4. ↑  Completing the upgrade: migrating 150 petabytes of email in just 6 weeks
5. ↑  "Suomen terveystiedot 500 petatavun tietokantaan – Tietokone.fi". Arkiveret fra originalen 11. december 2007. Hentet 29. november 2007.